# Élections législatives de 1902 dans les Deux-Sèvres
Les élections législatives de 1902 dans les Deux-Sèvres ont eu lieu les 27 avril et 11 mai.

## Députés élus
|   | Circonscription | Député sortant                    |  | Groupe parlementaire       | Député élu                   |  | Groupe parlementaire |
| - | --------------- | --------------------------------- |  | -------------------------- | ---------------------------- |  | -------------------- |
| 1 | Bressuire       | Julien de La Rochejaquelein       |  | Républicains indépendants  | Henry Savary de Beauregard   |  | Action libérale      |
| 2 | Melle           | Jean-Marie Aymé de La Chevrelière |  | Républicains progressistes | Ferdinand Rougier            |  | Gauche radicale      |
| 3 | 1re de Niort    | Guy Disleau                       |  | Républicains progressistes | Guy Disleau                  |  | Union démocratique   |
| 4 | 2e de Niort     | Hippolyte Gentil                  |  | Gauche démocratique        | Hippolyte Gentil             |  | Gauche radicale      |
| 5 | Parthenay       | Robert de Maussabré-Beufvier      |  | Antijuif                   | Robert de Maussabré-Beufvier |  | Action libérale      |

## Résultats à l'échelle du département
| Partis         | Partis                                      | Premier tour | Premier tour | Deuxième tour | Deuxième tour | Sièges |
| Partis         | Partis                                      | Voix         | %            | Voix          | %             | Sièges |
| -------------- | ------------------------------------------- | ------------ | ------------ | ------------- | ------------- | ------ |
|                | Action libérale                             | 45 878       | 53,04        | 10 292        | 37,16         | 2      |
|                | Radicaux                                    | 17 096       | 19,77        | 7 096         | 25,62         | 2      |
|                | Républicains progressistes antiministériels | 10 368       | 11,99        |               |               | 0      |
|                | Républicains progressistes ministériels     | 7 610        | 8,80         | 10 291        | 37,15         | 1      |
|                | Parti socialiste de France                  | 3 608        | 4,17         | 20            | 0,07          | 0      |
|                | Parti socialiste français                   | 1 929        | 2,23         |               |               | 0      |
|                |                                             |              |              |               |               |        |
| Inscrits       | Inscrits                                    | 111 067      | 100,00       | 34 884        | 100,00        | 5      |
| Votants        | Votants                                     | 90 432       | 81,42        | 28 070        | 80,47         |        |
| Abstentions    | Abstentions                                 | 20 635       | 18,58        | 6 814         | 19,53         |        |
| Blancs et nuls | Blancs et nuls                              | 3 943        | 4,36         | 371           | 1,32          |        |
| Exprimés       | Exprimés                                    | 86 489       | 95,64        | 27 699        | 98,68         |        |
|                |                                             |              |              |               |               |        |
|                | Oppositions antiministérielles              | 56 246       | 65,03        | 10 292        | 37,16         | 2      |
|                | Bloc des gauches ministériels               | 26 635       | 30,80        | 17 387        | 62,77         | 3      |
|                | Socialistes antiministériels                | 3 608        | 4,17         | 20            | 0,07          | 0      |

## Résultats par arrondissement

### Arrondissement de Bressuire
| Candidat       | Candidat                   | Parti          | Premier tour | Premier tour |
| Candidat       | Candidat                   | Parti          | Voix         | %            |
| -------------- | -------------------------- | -------------- | ------------ | ------------ |
|                | Henry Savary de Beauregard | AL             | 14 985       | 97,90        |
|                | Wattele                    | PSdF           | 321          | 2,10         |
|                |                            |                |              |              |
| Inscrits       | Inscrits                   | Inscrits       | 26 873       | 100,00       |
| Votants        | Votants                    | Votants        | 18 295       | 68,08        |
| Abstention     | Abstention                 | Abstention     | 8 578        | 31,92        |
| Blancs et nuls | Blancs et nuls             | Blancs et nuls | 2 989        | 16,34        |
| Exprimés       | Exprimés                   | Exprimés       | 15 306       | 83,66        |

### Arrondissement de Melle
| Candidat       | Candidat                          | Parti          | Premier tour | Premier tour |
| Candidat       | Candidat                          | Parti          | Voix         | %            |
| -------------- | --------------------------------- | -------------- | ------------ | ------------ |
|                | Ferdinand Rougier                 | Radical        | 11 386       | 55,08        |
|                | Jean-Marie Aymé de La Chevrelière | AL             | 9 293        | 44,95        |
|                |                                   |                |              |              |
| Inscrits       | Inscrits                          | Inscrits       | 23 847       | 100,00       |
| Votants        | Votants                           | Votants        | 20 918       | 87,72        |
| Abstention     | Abstention                        | Abstention     | 2 929        | 12,28        |
| Blancs et nuls | Blancs et nuls                    | Blancs et nuls | 239          | 1,14         |
| Exprimés       | Exprimés                          | Exprimés       | 20 679       | 98,86        |

### Arrondissement de Niort

#### 1recirconscription
| Candidat       | Candidat               | Parti                                | Premier tour | Premier tour | Deuxième tour | Deuxième tour |
| Candidat       | Candidat               | Parti                                | Voix         | %            | Voix          | %             |
| -------------- | ---------------------- | ------------------------------------ | ------------ | ------------ | ------------- | ------------- |
|                | Guy Disleau            | Républicain progressiste ministériel | 7 610        | 47,78        | 10 291        | 66,24         |
|                | De Lacoste-Lareymondie | AL                                   | 5 168        | 32,45        | 5 226         | 33,64         |
|                | Blondel                | PSF                                  | 1 929        | 12,11        |               |               |
|                | Henri Mounier          | PSdF                                 | 1 220        | 7,66         | 20            | 0,13          |
|                |                        |                                      |              |              |               |               |
| Inscrits       | Inscrits               | Inscrits                             | 19 386       | 100,00       | 19 386        | 100,00        |
| Votants        | Votants                | Votants                              | 16 209       | 83,61        | 15 749        | 81,24         |
| Abstention     | Abstention             | Abstention                           | 3 177        | 16,39        | 3 637         | 18,76         |
| Blancs et nuls | Blancs et nuls         | Blancs et nuls                       | 282          | 1,74         | 212           | 1,35          |
| Exprimés       | Exprimés               | Exprimés                             | 15 927       | 98,26        | 15 537        | 98,65         |

#### 2ecirconscription
| Candidat       | Candidat         | Parti          | Premier tour | Premier tour | Deuxième tour | Deuxième tour |
| Candidat       | Candidat         | Parti          | Voix         | %            | Voix          | %             |
| -------------- | ---------------- | -------------- | ------------ | ------------ | ------------- | ------------- |
|                | Hippolyte Gentil | Radical        | 5 710        | 46,62        | 7 096         | 58,35         |
|                | Petiet           | AL             | 4 602        | 37,58        | 5 066         | 41,65         |
|                | Jules Garnaud    | PSdF           | 1 935        | 15,80        |               |               |
|                |                  |                |              |              |               |               |
| Inscrits       | Inscrits         | Inscrits       | 15 498       | 100,00       | 15 498        | 100,00        |
| Votants        | Votants          | Votants        | 12 491       | 80,60        | 12 321        | 79,50         |
| Abstention     | Abstention       | Abstention     | 3 007        | 19,40        | 3 177         | 20,50         |
| Blancs et nuls | Blancs et nuls   | Blancs et nuls | 244          | 1,95         | 159           | 1,29          |
| Exprimés       | Exprimés         | Exprimés       | 12 247       | 98,05        | 12 162        | 98,71         |

### Arrondissement de Parthenay
| Candidat       | Candidat                     | Parti                                    | Premier tour | Premier tour |
| Candidat       | Candidat                     | Parti                                    | Voix         | %            |
| -------------- | ---------------------------- | ---------------------------------------- | ------------ | ------------ |
|                | Robert de Maussabré-Beufvier | AL                                       | 11 830       | 52,98        |
|                | André Lebon                  | Républicain progressiste antiministériel | 10 368       | 46,43        |
|                | Preklin                      | PSdF                                     | 132          | 0,59         |
|                |                              |                                          |              |              |
| Inscrits       | Inscrits                     | Inscrits                                 | 25 463       | 100,00       |
| Votants        | Votants                      | Votants                                  | 22 519       | 88,44        |
| Abstention     | Abstention                   | Abstention                               | 2 944        | 11,56        |
| Blancs et nuls | Blancs et nuls               | Blancs et nuls                           | 189          | 0,84         |
| Exprimés       | Exprimés                     | Exprimés                                 | 22 330       | 99,16        |